# Sam (film, 2015)
Pour l’article homonyme, voir Sam.
Pour plus de détails, voir Fiche technique et Distribution.
Sam est un film américain réalisé par Nicholas Brooks, sorti en 2015.

## Synopsis
Sam, un coureur de jupons invétéré, se transforme magiquement en femme.

## Fiche technique
- Titre : Sam
- Réalisation : Nicholas Brooks
- Scénario : Nicholas Brooks et John A. Gallagher
- Musique : Martin Koch
- Photographie : Calen Cooper
- Montage : Kala Mandrake
- Production : Nicholas Brooks, John A. Gallagher et Sibyl Santiago
- Société de production : Sitting Cat Productions et Sam the Movie
- Pays :  États-Unis
- Genre : Comédie et fantastique
- Durée : 100 minutes
- Dates de sortie : 
  -  États-Unis : 2015 (Festival du film de Nashville), novembre 2015

## Distribution
- Natalie Knepp : Samantha
- Sean Kleier : Doc
- Morgan Fairchild : Lulu
- Stacy Keach : le commerçant
- James McCaffrey : Seymour
- Bryan Batt : Alexander Blondell
- Brock Harris : Sam
- Sarah Scott : Cynthia
- Tom Pelphrey : Stephen
- Joseph D'Onofrio : Joey
- Lucille Sharp : Margaret
- Allie Schulz : Melissa
- Samantha Scaffidi : Georgette
- Sibyl Santiago : Angie
- Marilyn Sokol : Mme. Goldfarb
- Sibyl Santiago : Angie
- Autumn Stein : Marie
- April Wilkner : Stephanie

## Distinctions
Le film a été présenté en sélection officielle en compétition au Festival du film de Nashville 2015.